# Buwhalho
Die Buwhalho (Auferstehung 부활호) war ein Beobachtungs- und Verbindungsflugzeug, das in den Werkstätten der südkoreanischen Luftwaffe gefertigt wurde.

## Geschichte Konstruktion
Die Maschine wurde von Lehrern und Technikern der Technischen Schule der südkoreanischen Luftwaffe ab Juni 1953 entworfen und gebaut. Das Flugzeug war als abgestrebter Hochdecker ausgelegt und vollständig aus Metall gefertigt. Es besaß einen unkonventionellen Rumpf mit rechteckigem Querschnitt, in welchem sich an der Rückseite ein Beobachtungsfenster befand. Die Buwhalho besaß ein ungewöhnliches Spornradfahrwerk mit zwei Spornrädern jeweils rechts und links an der tiefsten Stelle des Rumpfs. Pilot und Beobachter saßen im Cockpit hintereinander. Angetrieben wurde das Flugzeug von einem Continental O-190-Vierzylinder-Kolbenmotor mit 63 kW.
Der Erstflug erfolgte am 11. Oktober 1953. Es wurden lediglich 3 Exemplare gebaut, die bis 1960 im Einsatz gewesen sein sollen. Eine der Maschinen flog nach umfangreichen Renovierungsarbeiten im Juli 2011 wieder.

## Militärische Nutzung
Südkorea
- Südkoreanische Luftwaffe

## Technische Daten

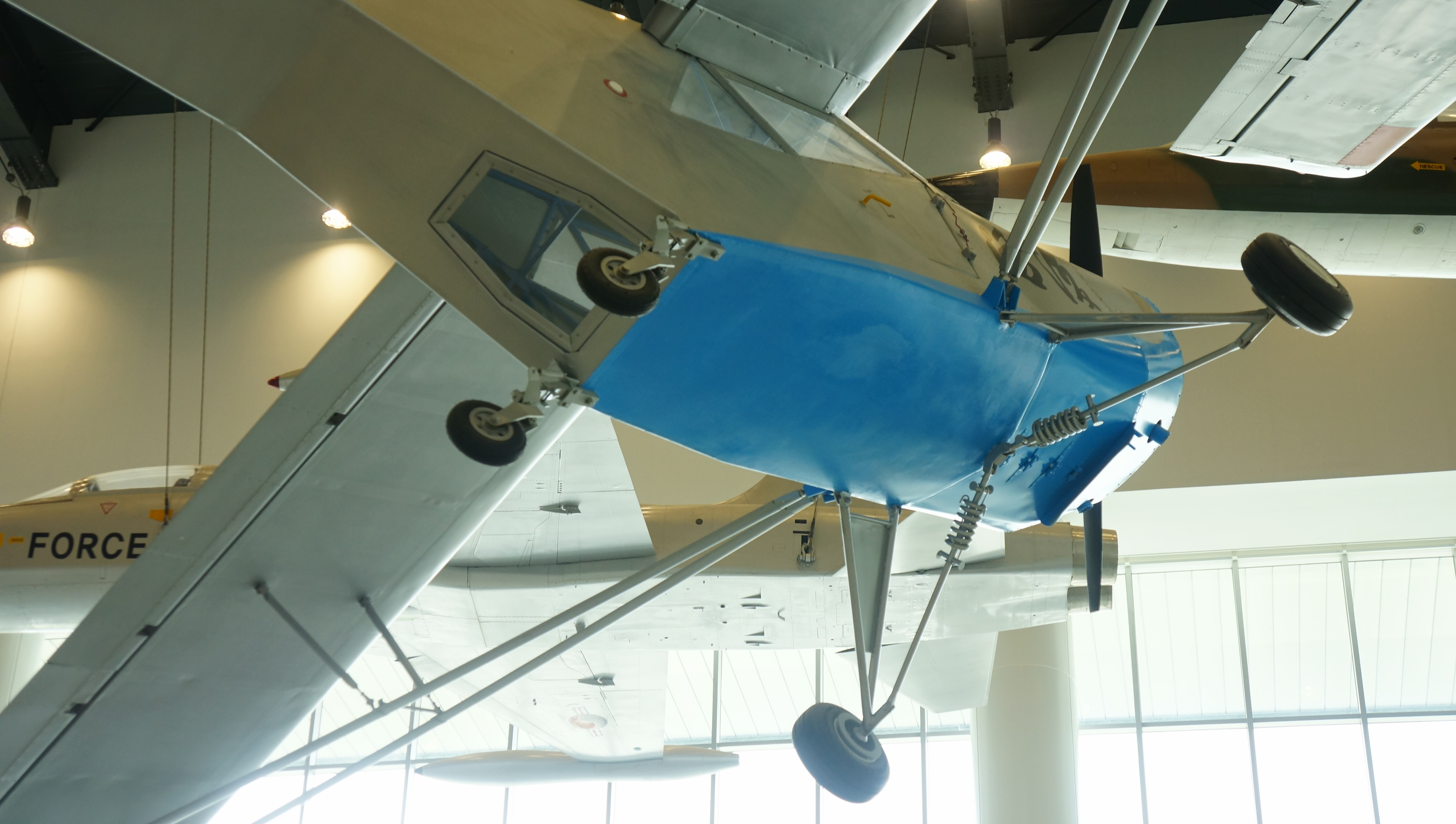
Die Buwhalho im Jeju Aerospace Museum. Gut zu erkennen ist das hintere Beobachtungsfenster

| Kenngröße             | Daten                                                    |
| --------------------- | -------------------------------------------------------- |
| Besatzung             | 2                                                        |
| Länge                 | 6,60 m                                                   |
| Spannweite            | 12,70 m                                                  |
| Höhe                  | 3,05 m                                                   |
| Flügelfläche          | 16,9 m²                                                  |
| Flügelstreckung       | 9,5                                                      |
| Leermasse             | 380 kg                                                   |
| max. Startmasse       | 600 kg                                                   |
| Reisegeschwindigkeit  | 145 km/h                                                 |
| Höchstgeschwindigkeit | 180 km/h                                                 |
| Dienstgipfelhöhe      | 4900 m                                                   |
| Reichweite            | 314 km                                                   |
| Triebwerke            | 1 × Vierzylinder-Kolbenmotor Continental O-190 mit 63 kW |